# Köldbrygga

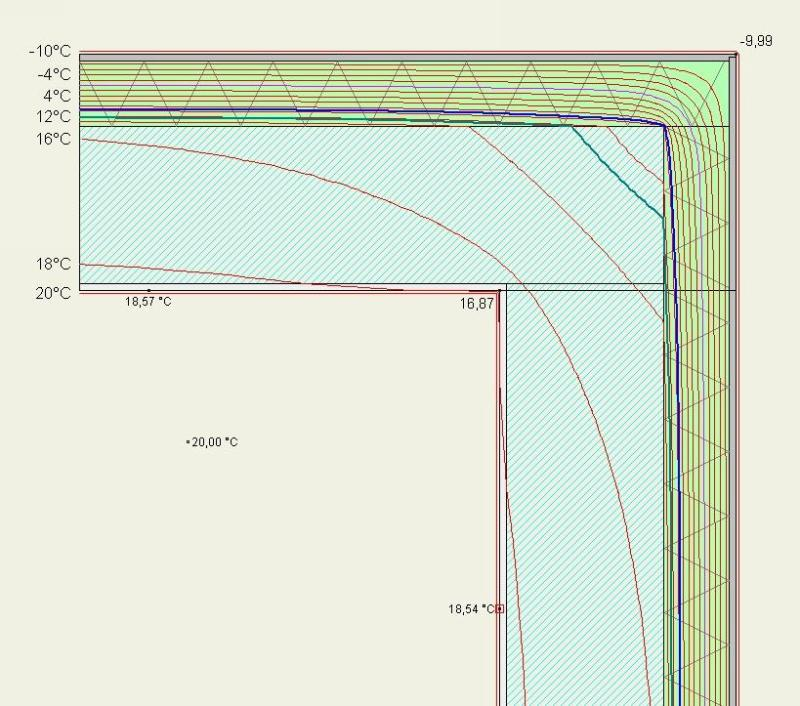
Geometrisk köldbrygga i en byggnads yttre hörn

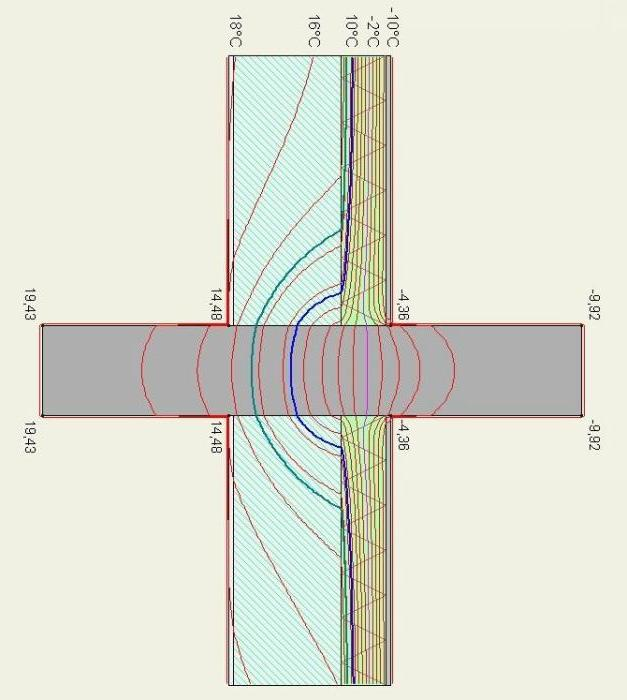
köldbrygga i en konstruktion

Köldbrygga är ett begrepp inom byggnadsfysik. En köldbrygga kan uppstå i olika konstruktioner oberoende av dess material, med den skillnaden att till exempel trä leder kyla- värme sämre än stål och betong. Med en köldbrygga menas att en konstruktionsdetalj i en byggnad har kontakt med den kallare utsidan, och kan leda värme från den varma insidan. Är alltså den del i konstruktionen där värmeledningsförmågan är större än i övrig del av byggnaden. Beteckningen är Ψ och har enheten W/mK.
Köldbryggor är vanliga vid dörrar och fönster, beroende av att karmen har ett sämre U-värde än konstruktionen i övrigt. Köldbryggor finns även vid träbjälklag, syll, takstolar samt väggreglar i en yttervägg. I konstruktioner som är uppförda av betong eller tegel är det svårare att eliminera köldbryggor, även vid uppförandet av olika grunder är viktigt att utforma kantbalken med isolering. Genomgående Infästningar av balkonger eller utkragning av byggnadselement, även anordningar samt fästdon av utvändiga byggnadsdetaljer eller genomförringar kan medföra en risk för en köldbrygga.